# Курахово
Кура́хово (укр. Кура́хове) — город в Покровском районе Донецкой области Украины, административный центр Кураховской городской общины. До укрупнения Покровского района в 2020 году входил в состав Марьинского района, будучи городом районного значения. С сентября 2024 по январь 2025 года за город шли бои между ВС РФ и ВСУ. С 6 января 2025 года захвачен ВС РФ.

## Географическое положение
Город расположен в западной части области на левом берегу Кураховского водохранилища (река Волчья, приток Самары, бассейн Днепра).

## История
Во время расширения территории Кураховской ГРЭС в 1969 году в кургане «Большая могила» раскопаны 18 кочевнических захоронений XII века, в которых найдены кольчуга, кинжал, сабля, колчан со стрелами. В одном захоронении обнаружен скелет лошади со сбруей.
В 1929 году у железнодорожной станции Роя был построен Роевский элеватор (в дальнейшем оказавшийся на окраине города).
Поселение возникло в 1936 году как рабочий посёлок Кураховгрэсстрой, основанный в связи с сооружением государственной районной электростанции, который получил своё название от находившегося неподалёку села Кураховки. Посёлок энергетиков строился ускоренными темпами. В августе 1936 года в первые три дома переселилось 130 рабочих. Были открыты больница на 28 коек, амбулатория, аптека, школа-семилетка.
В январе—феврале 1938 года Первомайское было снесено, а сельсовет преобразован в Кураховгрэсстроевский поселковый совет. 27 октября 1938 года Кураховстрой получило статус посёлка городского типа.
6 июля 1941 года первая очередь электростанции была введена в эксплуатацию. Последний турбогенератор, предусмотренный проектом, пущен в 1952 году.
Во время Великой Отечественной войны в 1941—1943 годах посёлок Кураховгрэсстрой находился под германской оккупацией.
В 1943 году посёлок получил новое название — Кураховгрэс, а в 1956 году — статус города и название Курахово.
В 1973 году численность населения составляла 16 тыс. человек, в городе действовали ГРЭС, котельно-механический завод, завод сборного железобетона, завод минеральной ваты и конструкций, консервный завод, хлебный завод, а также филиалы Зуевского энергетического техникума и Всесоюзного энергостроительного техникума.
В 1969—1975 годах электростанция была реконструирована.
По состоянию на начало 1981 года в Курахово действовали ГРЭС, котельно-механический завод, консервный завод, пять общеобразовательных школ, техническое училище, больница, поликлиника, 3 клуба и 16 библиотек.
В мае 1995 года Кабинет министров Украины утвердил решение о приватизации Кураховского экспериментального завода специальных строительных конструкций, в июле 1995 года было утверждено решение о приватизации строительно-монтажного управления Кураховской ГРЭС, в октябре 1995 года — решение о приватизации Кураховского завода минеральной ваты и конструкций.

### Вторжение России на Украину
30 декабря 2023 года Кураховская ТЭС была выведена из строя после обстрела. 22 февраля 2024 года ТЭС подверглась удару несколькими КАБами.
С октября 2024 года идут бои за город между Вооружёнными силами Украины и Вооружёнными силами России, ведущими наступление на Покровском направлении. Город находится под ежедневными обстрелами. По данным на конец декабря 2024 года бо́льшая часть города находилась под контролем ВС РФ, за промзону шли бои. Геолоцированные кадры, опубликованные 5 января 2025 года, указывали, что российские войска продвинулись в полях к юго-востоку от села Дачное, лежащего западнее Курахово, что свидетельствовало о полном захвате ими города и его промышленной зоны.
6 января 2025 года Минобороны РФ в своей сводке заявило о полном захвате города Вооружёнными силами Российской Федерации. 

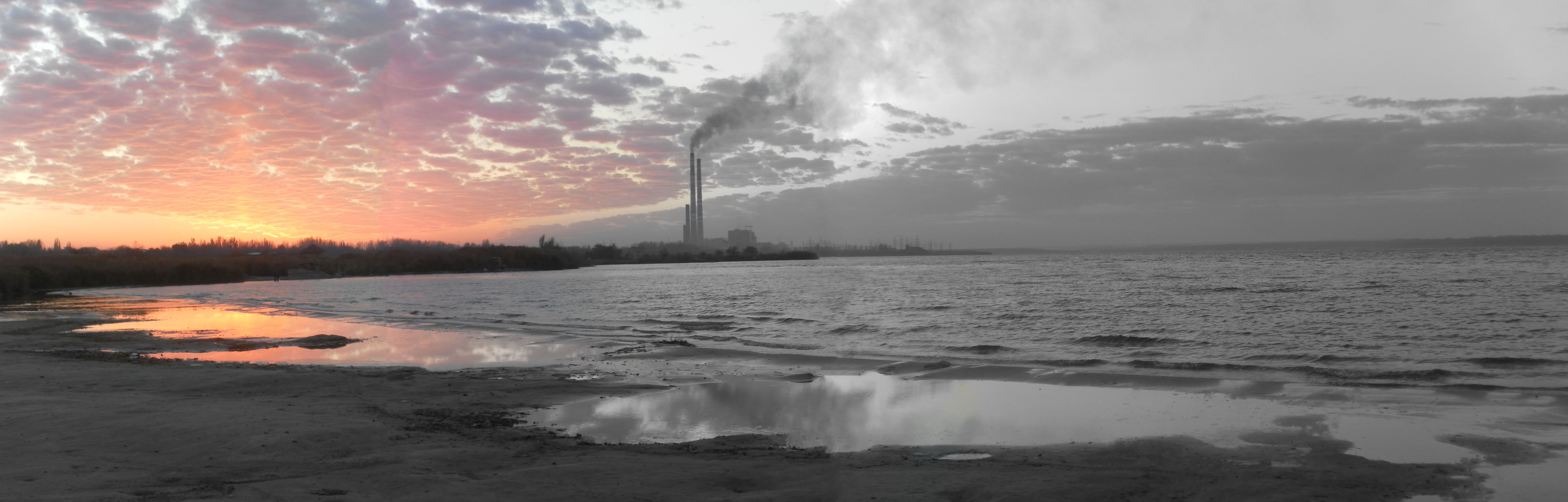
Вид на Кураховскую ТЭС с городского пляжа

## Население
Количество на начало года.
| Год  | Количество жителей |
| ---- | ------------------ |
| 1939 | 5324               |
| 1956 | 12700              |
| 1959 | 10799              |
| 1970 | 15616              |
| 1979 | 20091              |
| 1989 | 22155              |
| 1992 | 23000              |
| 1994 | 24000              |
| 1998 | 22700              |
| 2001 | 21479              |
| 2003 | 21156              |
| 2004 | 21053              |
| 2005 | 20870              |
| 2006 | 20746              |
| 2007 | 20634              |
| 2008 | 20492              |
| 2009 | 20403              |
| 2010 | 20372              |
| 2011 | 20224              |
| 2012 | 20142              |
| 2013 | 20098              |
| 2014 | 19950              |
| 2015 | 19840              |
| 2016 | 19677              |
| 2017 | 19511              |
| 2018 | 19215              |
| 2019 | 18984              |
| 2020 | 18782              |
| 2021 | 18506              |

### Языковой состав
Родной язык населения по данным переписи 2001 года:
| Язык       | Численность, чел. | Доля     |
| ---------- | ----------------- | -------- |
| Украинский | 6 420             | 29,84 %  |
| Русский    | 15 005            | 69,74 %  |
| Другие     | 91                | 0,42 %   |
| Итого      | 21 516            | 100,00 % |

## Экономика
Кураховская ГРЭС. Кураховский механический завод. Кураховское СМАП ЗТ ДонбассАтомЭнергоМонтаж (котельно-механический завод), ООО «Электросталь», консервный завод и другие. Более 50 % общего числа занятых в народном хозяйстве работали в промышленности.

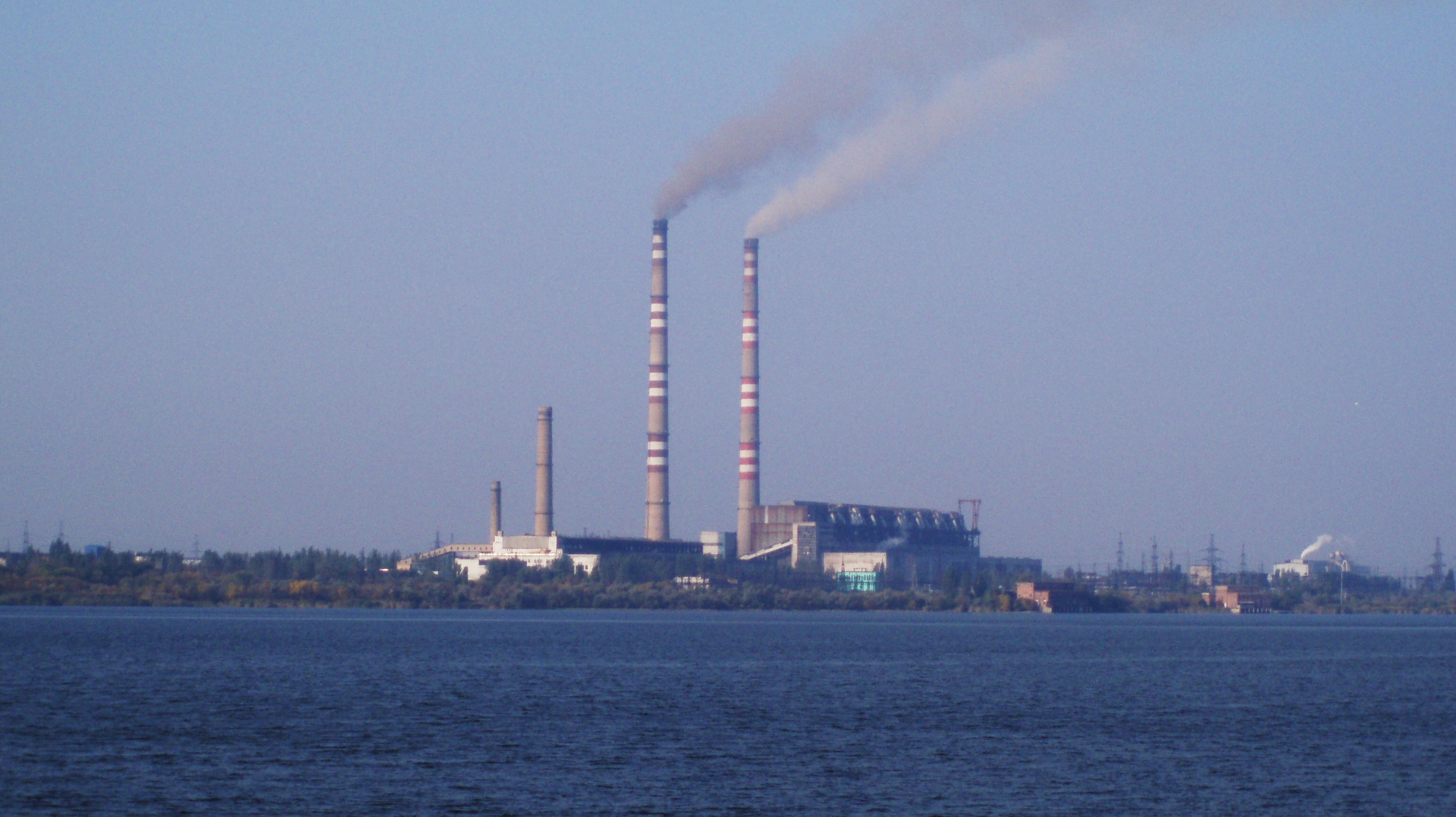
Кураховская ТЭС

### Предприятия
- Кураховская ТЭС
- Кураховский трубный завод
- Кураховское рыбное хозяйство

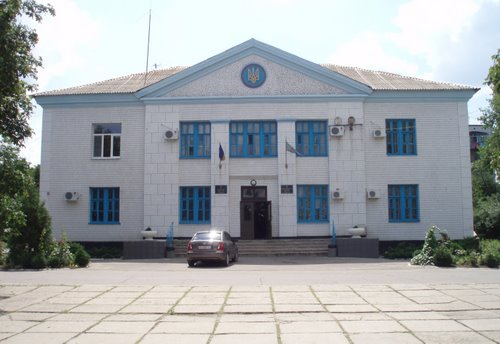
Кураховский городской совет

- Спортивный комплекс «Олимпийский» и бассейн
- Гостиница.
- Стадион.

Город был известен богатой на улов любительской рыбалкой на Кураховском водохранилище.

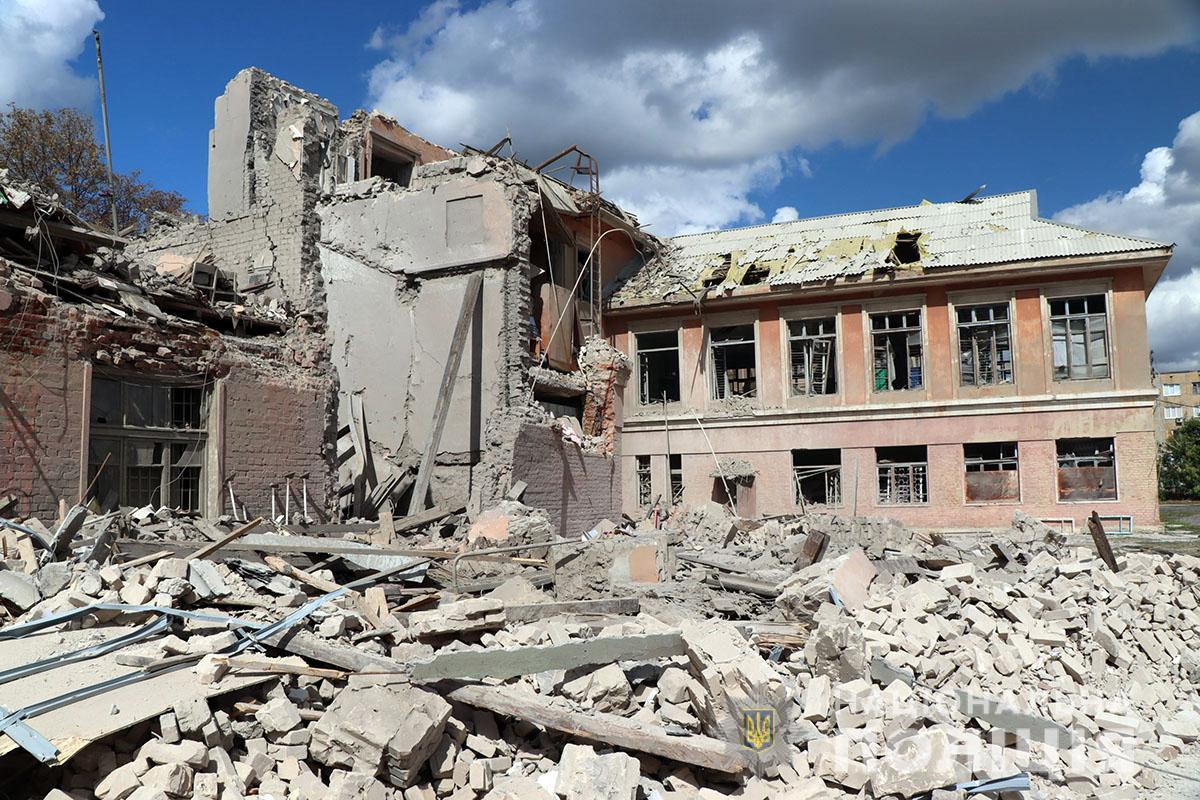
Кураховская гимназия № 2 после российского обстрела в ночь на 6 сентября 2022 года

## Образование
- Кураховский филиал Приднепровского энергостроительного техникума
- Кураховская гимназия «Престиж»
- Кураховская общеобразовательная школа № 5
- Кураховская общеобразовательная школа № 2
- Кураховская общеобразовательная школа № 1
- Кураховская общеобразовательная школа № 3

## Микрорайоны и части города
- Южный микрорайон — расположен в юго-восточной части города, состоит в основном из однотипных панельных пятиэтажных жилых домов.
- Ильинка — расположена на северном берегу Кураховского водохранилища.
- Роя — восточная часть города, состоящая в основном из частной застройки.

## Транспорт

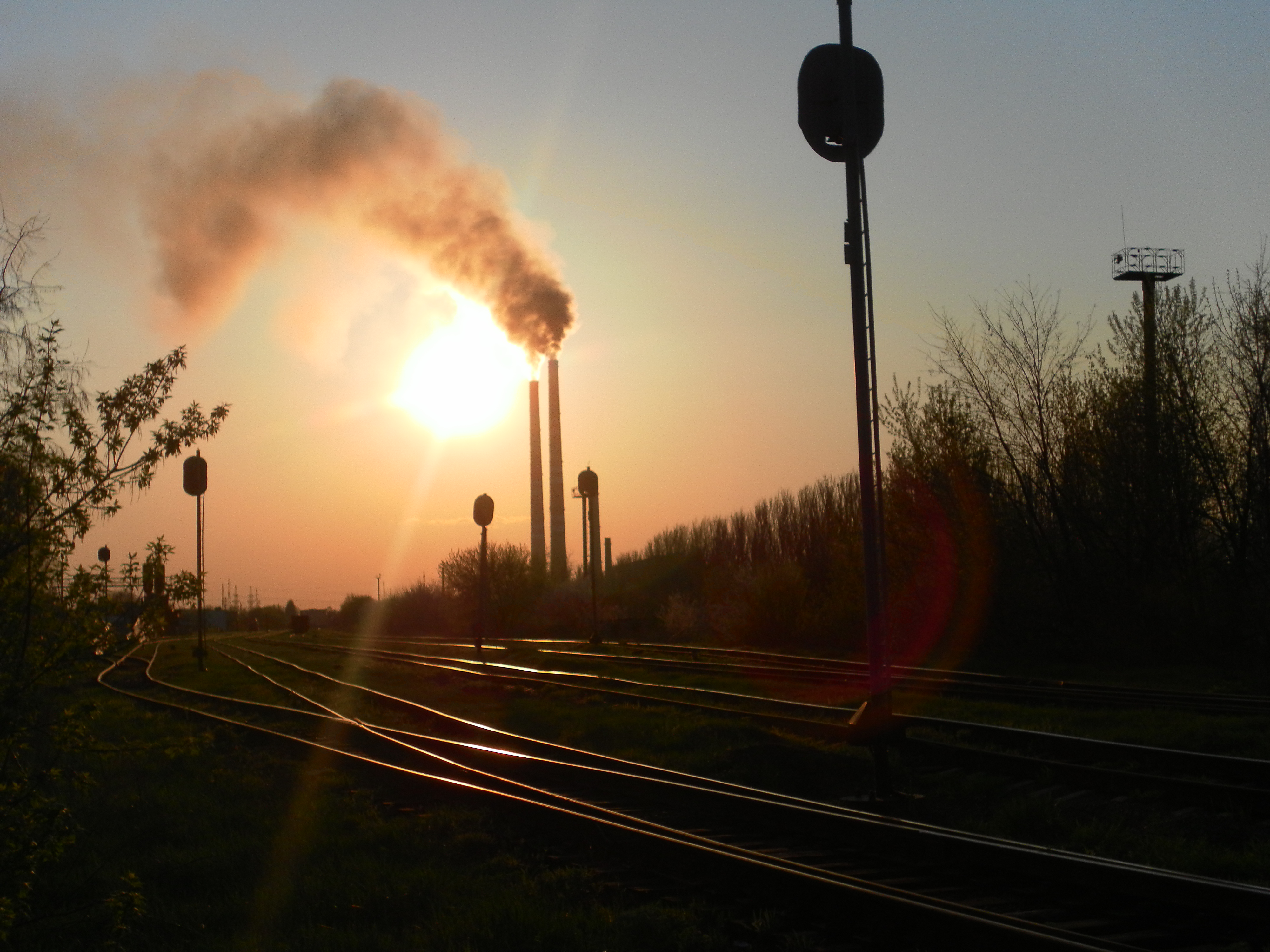
Закат над железнодорожными путями

Железнодорожная станция. По железной дороге город связан с Донецком, Красногоровкой, Цукурино, Покровском и пр. городами.
Главной транспортной артерией города является трасса Донецк-Запорожье, проходящая непосредственно через Курахово.
Город связан регулярными рейсами маршрутных такси с Донецком, Марьинкой, автобусным сообщением с Селидово, транзитным сообщением с Запорожьем, Херсоном и пр. Внутригородских маршрутов общественного транспорта нет — пригородные и междугородние маршруты полностью обеспечивают их функцию.
В мае 2013 года появилось городское маршрутное такси.

## Спорт
В Курахово культивируются такие виды спорта, как футбол, волейбол, кикбоксинг, гиревой спорт, парусный спорт, плавание.
Лучшие достижения кураховских спортсменов: Роман Романец — чемпион Европы по кикбоксингу, Владислав Гида — чемпион Европы по кикбоксингу, Павел Лепинский — чемпион мира по гиревому спорту, Сергей Матюхин — член сборной команды Украины по футболу.

## Фотогалерея

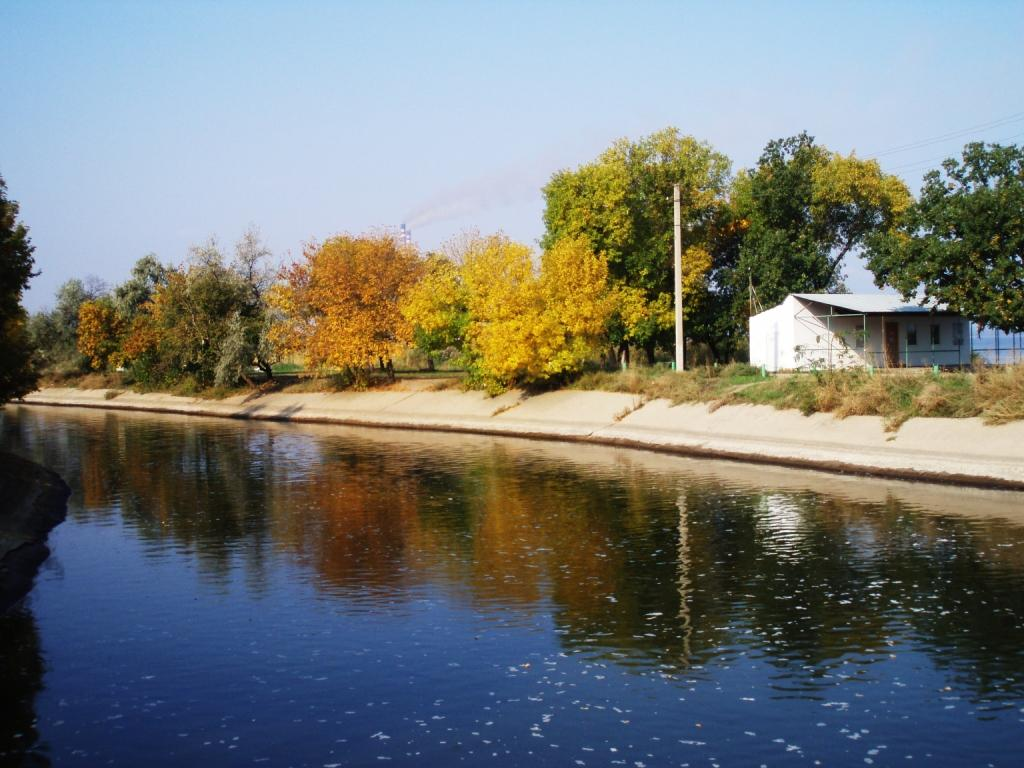
Отводной канал Кураховской ТЭС на территории города
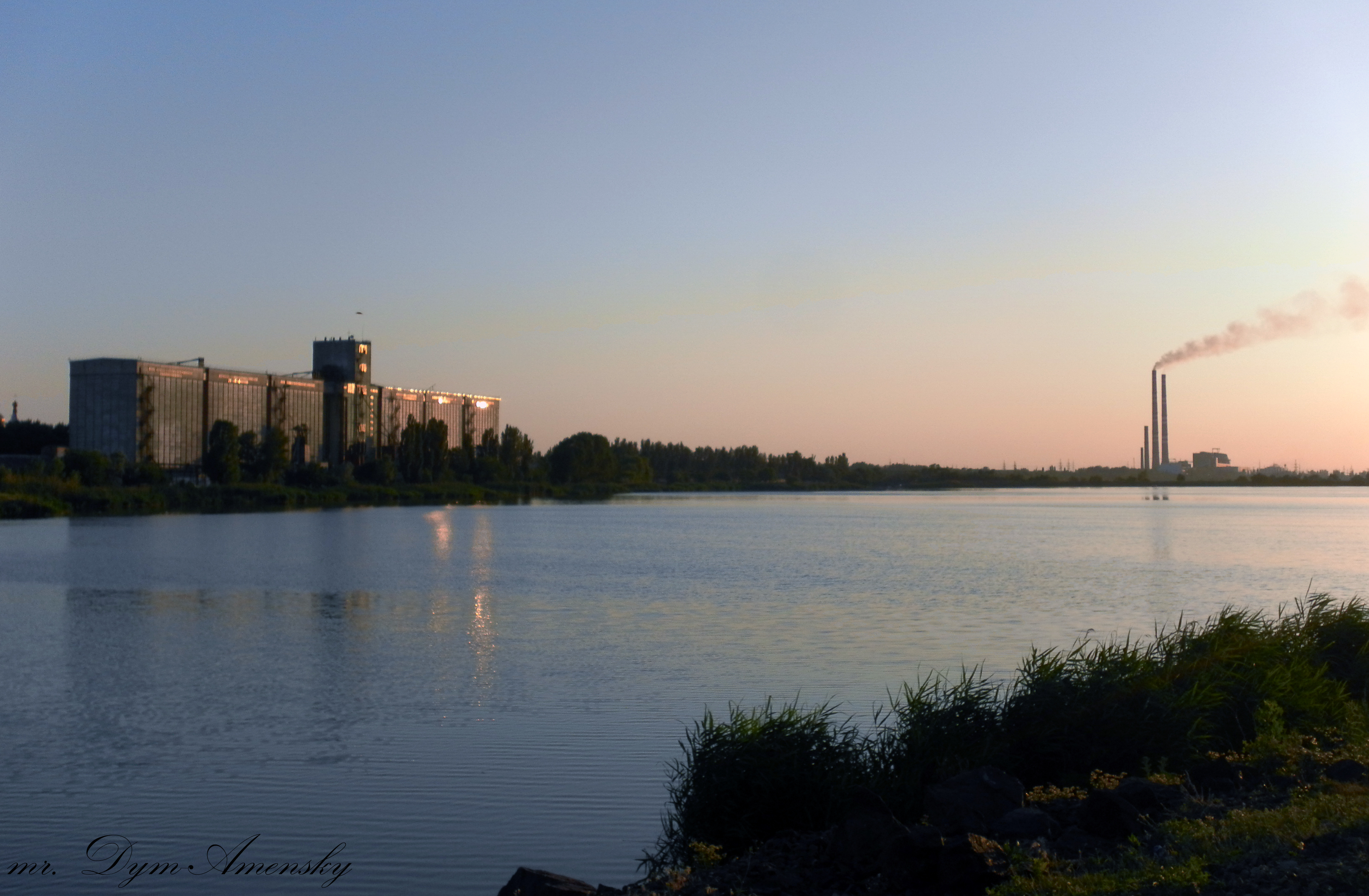
Вид с моста на элеватор и ТЭС